# Malin Reitan
Malin Reitan (Trondheim, Sør-Trøndelag, Noruega, 8 d'agost del 1995) és una cantant noruega que va guanyar el Melodi Grand Prix Junior (concurs escandinau a on canten nens de 8 a 15 anys) amb la cançó "Sommer og skolefri" (Estiu i vacances) en el seu dialecte regional. Amb aquesta cançó representaria més tard a Noruega al Festival de la Cançó d'Eurovisió Júnior 2005.

## Biografia
Va començar la seva carrera musical als 9 anys. Després de guanyar Melodi Grand Prix Junior el 2005 va començar a ser coneguda a Noruega, i després d'aquest triomf va representar el seu país al Festival de la Cançó d'Eurovisió Júnior 2005 a Bélgica, quedant en 3a posició. La cançó "Sommer og skolefri" era molt curta i per això va haver d'ampliar-la amb més lletra. Malin al seu país és aclamada sobretot pel públic infantil. Va treure el seu primer disc el 2006, Malin på månen, aconseguint el lloc 6è al seu país. Té 2 germanes més petites que ella i viu amb la seva família en un ranxo.

## Discografia
| Any  | Informació | Cançons |  |
| ---- | --- | --- |  |
| 2006 | Malin på månen - Primer Àlbum - Es va treure a la venda el 8 de maig de 2006 - Incorporava l'èxit somemer og skolefri                | - 1.Dagen æ blir stor - 2.Dum og deilig - 3.Bare bare - 4.Sommer og skolefri - 5.Måne - 6.Gla i dag - 7. La det sno - 8.Vi vil ha rock - 9.Mamma og pappa - 10.Maur i kroppen - 11.Et lile onske - 12.Så dumt                                                                   |  |
| 2006 | Malin's jul - El seu segon àlbum - Tret a la venda el 27 de novembre de 2006 - És un àlbum només de nadales.                         | - 1.Jul i vårres by - 2.Jeg så mamma kysse nissen - 3.Julekveldsvise - 4.Julenissen kommer i kveld - 5.En stjerne skinner i natt - 6.Sledeturen - 7.Glade jul - 8.Julepotpurri - 9.Jeg er sa glad hver julekveld - 10.Sonjas sang til julestjernen - 11.Na tennes tusen julelys |  |
| 2008 | PANG! - El seu tercer àlbum - Tret a la venda el 16 d'abril del 2008 - Ha sigut, dels seus 4 àlbums, el que millor posició ha tingut | - 1.PANG! - 2.Sommer igiæn - 3:Klassefest - 4.Mm særling - 5.Lille menneske - 6.Trillestav - 7.Sveve pa luft - 8.Unnskyld - 9.Perfekt dag - 10.Som skutt ut au en kanon - 11.Sonja Henie - 12:Tannpinern - 13.Ingenting a si                                                    |  |
| 2009 | MALIN - El seu quart àlbum - Tret a la venda el 2 de novembre del 2009                                                               | - 1.Amerika - 2.Kan det skje med mæ - 3.Hallo-morsan - 4.Skoletur - 5.Ekte sommer - 6.Ferdic med mæ - 7.Riktig vei - 8.Tomme ord - 9.Pia di - 10.Bit for bit - 11.Himmel ne bla - 12.Hemmelighet                                                                                |  |